# Xã Buchanan, Quận Jefferson, Iowa
Xã Buchanan (tiếng Anh: Buchanan Township) là một xã thuộc quận Jefferson, tiểu bang Iowa, Hoa Kỳ. Năm 2010, dân số của xã này là 1.561 người.